# GNU工具链
GNU工具链（英語：GNU toolchain）是一个包含了由GNU計劃所产生的各种编程工具的集合，由自由軟體基金會負責維護工作。这些工具形成了一条工具链，用于开发应用程序和操作系统。
GNU工具链在针对嵌入式系统的Linux内核、BSD及其它软件的开发中起着至关重要的作用。GNU工具链中的部分工具也被Solaris, Mac OS X, Microsoft Windows (via Cygwin and MinGW/MSYS) and Sony PlayStation 3等其它平台直接使用或进行了移植。

## 组成
- GNU make：用于编译和构建的自动工具；
- GNU编译器集合（GCC）：一组多种编程语言的编译器；
- GNU Binutils：包含链接器、汇编器和其它工具的工具集；
- GNU Bison: 編譯器編譯程式，经常和 Flex詞法分析器 配合使用；
- GNU m4： m4 宏预处理器
- GNU Debugger（GDB）：代码调试工具；
- GNU构建系统（autotools）:
  - Autoconf
  - Autoheader
  - Automake
  - Libtool